# Tymeusz (patriarcha Antiochii)
Tymeusz – 18. patriarcha Antiochii; sprawował urząd w latach 273–282.